# JP-8
JP-8 або JP8 (від «Jet Propellant 8») — реактивне паливо, специфіковане та широко використовуване армією США. Відповідає MIL-DTL-83133 і британському оборонному стандарту 91-87 і схоже на Jet A-1 комерційної авіації, але з додаванням інгібітора корозії та антиожеледних добавок.
За прогнозами, паливо JP-8 на основі гасу буде використовуватися принаймні до 2025 року. Вперше воно було представлено на базах НАТО в 1978 році. Код НАТО — F-34.

## Використання
Він був визначений у 1990 році урядом США як заміна державним автомобілям, що працюють на дизельному паливі.
Військово-повітряні сили США повністю замінили JP-4 на JP-8 до кінця 1995 року, щоб використовувати менш горюче та менш небезпечне паливо для кращої безпеки та бойової живучості.
ВМС США використовують аналогічну формулу, JP-5. JP-5 має навіть вищу температуру займання > 140 °F (60 °C), але й вища вартість, хоча ВМС США Seabees все ще використовують JP-8 у своїй конструкції та тактичному обладнанні.
На додаток до його використання для двигуна літаків, JP-8 використовується як паливо для обігрівачів, печей, танків армією США та їх союзниками по НАТО як заміна дизельного палива в двигунах. Майже всіх тактичних наземних транспортних засобів та електричних генераторів, а також як охолоджувач у двигунах та деяких інших компонентах літаків. Використання одного палива значно спрощує логістику.
JP-8 складається з інгібітора обледеніння, інгібіторів корозії, мастильних матеріалів і антистатиків, а також меншої кількості бензолу (канцерогену) і н — гексану (нейротоксину), ніж JP-4. Однак воно також пахне сильніше, ніж JP-4. На дотик JP-8 має жирний відтінок, тоді як JP-4 більше схожий на розчинник.

## Проблеми зі здоров'ям
При використанні в дизельних двигунах із високим наддувом із відповідним низьким ступенем стиснення лише 14:1 або нижче, JP-8 викликає проблеми під час холодного запуску та холостого ходу через низькі температури стиснення та подальшу затримку запалювання, оскільки цетановий індекс не вказано в MIL -DTL-83133G до 40 або вище. Оскільки в MIL-DTL-83133G не зазначено змащувальну здатність за методом BOCLE, сучасні дизельні двигуни з системою загальної магістралі можуть мати проблеми зношування паливних насосів високого тиску та форсунок. Іншою проблемою в дизельних двигунах може бути підвищений знос сідел випускних клапанів у головках циліндрів, оскільки максимальний вміст сірки не вказано в MIL-DTL-83133G. Сірка в паливі зазвичай сприяє накопиченню шарів сажі на цих сідлах клапанів. Відповідно до приміток у цьому стандарті, передбачається включити значення цетанового індексу в один із наступних випусків.
Робітники скаржилися на запах і смак JP-8 протягом годин після впливу. Оскільки JP-8 менш летючий, ніж стандартне дизельне паливо, він залишається на забруднених поверхнях довше, збільшуючи ризик впливу. Вплив JP-8 також було пов’язано з проблемами слуху, але замість того, щоб не чути звуки, мозку важко розшифрувати повідомлення. Доктор О’Ніл Гатрі, дослідник і клінічний аудіолог із системи охорони здоров’я Лома-Лінда Департаменту у справах ветеранів США в Каліфорнії, порівняв центральний розлад обробки слуху з дислексією для вух.
У 2001 році Інститут охорони навколишнього середовища та здоров'я людини Техаського технічного університету та ВПС США провели 18-місячне дослідження впливу JP-8 на здоров'я 339 активних військовослужбовців шести об'єктів ВПС США. Дослідження показало, що працівники ВВС, які зазнали впливу JP-8, не частіше зверталися за медичною допомогою, ніж працівники, які не зазнали впливу JP-8 на роботі. Персонал у категоріях високого та помірного опромінення повідомляв про більшу кількість симптомів, таких як головні болі, запаморочення, утруднене дихання, загальна слабкість, проблеми з концентрацією, забудькуватість і проблеми з хапанням за речі.